# Coupe ASOBAL 2008-2009
Navigation
Coupe ASOBAL 2007-2008 Coupe ASOBAL 2009-2010
La Coupe ASOBAL 2008-2009 est la 19e édition de la compétition qui a eu lieu les 27 et 28 décembre 2009 dans le Palau Blaugrana de Barcelone.
Elle est remportée par le CB Ademar León pour la 2e fois.

## Équipes engagées et formule
Les équipes engagées sont les quatre premières équipes du Championnat d'Espagne 2008-2009 à la fin des matchs aller, à savoir le BM Ciudad Real,  le FC Barcelone, le CB Ademar León et le Portland San Antonio.
Le format de la compétition est une phase finale à 4 (demi-finale, finale) avec élimination directe. L'équipe qui remporte la compétition obtient une place qualificative pour la Ligue des champions 2009-2010.

## Résultats
|  | Demi-finales         | Demi-finales   |              |    | Finale | Finale |
|  | Demi-finales         | Demi-finales   |              |    | Finale | Finale |
|  |                      |                |              |    |        |        |
|  |                      |                |              |    |        |        |
|  |                      |                |              |    |        |        |
|  | FC Barcelone         | 26             |              |    |        |        |
|  | FC Barcelone         | 26             |              |    |        |        |
|  | BM Ciudad Real       | 23             |              |    |        |        |
|  | BM Ciudad Real       | 23             | FC Barcelone | 25 |        |        |
|  |                      |                | FC Barcelone | 25 |        |        |
|  |                      | CB Ademar León | 31           |    |        |        |
|  | CB Ademar León       | CB Ademar León | 31           | 31 |        |        |
|  | CB Ademar León       |                |              | 31 |        |        |
|  | Portland San Antonio | 26             |              |    |        |        |
|  | Portland San Antonio | 26             |              |    |        |        |